# Pío VI
Pío VI (en latín Pius PP.VI) (Cesena, 25 de diciembre de 1717-Valence-sur-Rhône, 29 de agosto de 1799) de nombre secular Angelo Onofrio Melchiorre Natale Giovanni Antonio Braschi dei Bandi  fue el papa 250.º de la Iglesia católica entre 1775 y 1799, y el último que vivió en tiempos del Antiguo Régimen francés. Su pontificado abarca el mismo período que el reinado de Luis XVI de Francia y que el estallido de la Revolución francesa.

## Orígenes
Fue el primogénito de los ocho hijos de Marco Aurelio Tommaso Braschi (1684-1759), segundo conde de Falcino, y de su esposa, la condesa Anna Teresa Bandi (1690-1730). Sus hermanos fueron Felice Silvestro, Giulia Francesca, Cornelio Francesco, Maria Olimpia, Anna Maria Costanza, Giuseppe Luigi y María Lucia Margherita. 
Fue bautizado el 27 de diciembre en Cesena.

## Estudios y actividades previas
Se formó en el colegio jesuita de Cesena y a los diecisiete años se doctoró en los dos derechos (civil y canónico) en la Universidad de Ferrara. Fue ordenado sacerdote en 1755, año en que viajó a Roma bajo la protección del cardenal Ruffo, por cuya influencia obtuvo el cargo de secretario de Benedicto XIV. Después renunció a su título de conde de Falcino.
El 6 de julio de 1758 Carlo Rezzonico tomó el nombre de Clemente XIII como sucesor del fallecido Benedicto XIV. Este papa elevó a Braschi al puesto de auditor de la Cámara Apostólica, y posteriormente, en 1766, a tesorero de la misma, cargo que desempeñó hasta 1773, y en que tenía como responsabilidad administrar las rentas de los Estados Pontificios, bajo la supervisión del cardenal camarlengo.

## Cardenalato
El 19 de mayo de 1769 Clemente XIV ocupó la cátedra de San Pedro en sucesión de Clemente XIII. En 1773, exactamente el 26 de abril, Braschi obtiene del papa el capelo de cardenal, del título de San Onofrio, pese a sus diferencias con el papa respecto al futuro de la Compañía de Jesús, que Braschi defendía. Además es nombrado abad comendatario del monasterio camaldulense de San Gregorio al Celio y del benedictino de Subiaco.
En una carta de 1773, el cardenal François-Joachim de Pierre de Bernis, escribió a la corte de Francia respecto al cardenal Braschi:

Aunque nadie duda de su talento, no falta quien ha atribuido su fortuna al favor de los jesuitas. Parece que el papa, después de haberlo elevado al capelo, no ha continuado manifestándole la misma confianza que antes, y a esta mudanza se le da una significación poco favorable al cardenal. Por lo demás, no se puede negar que esté dotado de mucha actividad y de muchísimos conocimientos. Cualesquiera que sean los motivos que por algún tiempo pueden reducir el favor que goza a las simples consideraciones debidas a su rango, no se cree que su carácter sea a propósito para sufrir tranquilamente la nulidad de su posición. Sóbrale talento para hallar ocasiones de hacerse necesario, o por lo menos digno de consideración. Es verdad que la reputación que tiene de ser demasiado emprendedor acaso le será perjudicial. Es un hombre que no hay que perder de vista en un cónclave.
Cardenal François-Joachim de Pierre de Bernis

## Elección papal

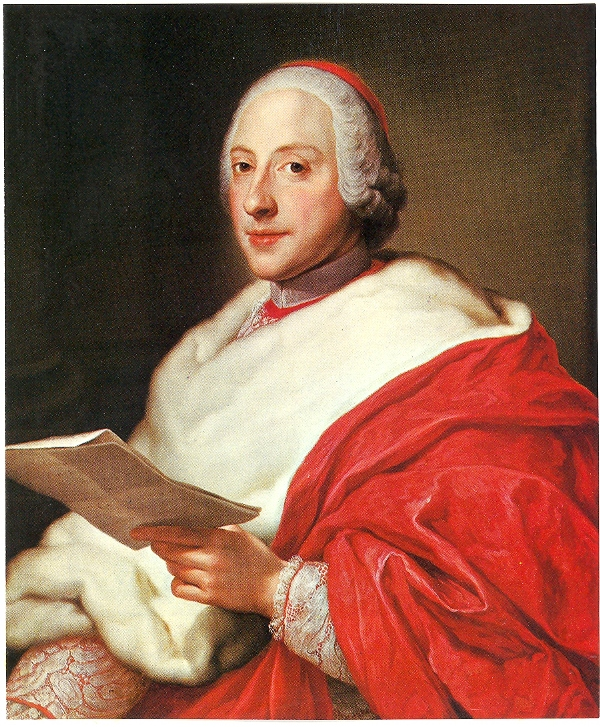
Cardenal Enrique Benedicto Estuardo.

A la muerte de Clemente XIV, fue convocado en Roma el cónclave celebrado desde el 5 de octubre de 1774 hasta el 15 de febrero de 1775, cuando Braschi resultó elegido papa. Puesto que aún no era obispo, fue inmediatamente consagrado por el cardenal Gianfrancesco Albani, decano del Colegio Cardenalicio con la co-consagración del cardenal Enrique Benedicto Estuardo, duque de York, y del cardenal Carlo Rezzonico. Fue coronado papa por el cardenal Alessandro Albani, protodiácono de Santa Maria in Via Lata.
La elección de su nombre (Pío VI) fue explicada por él mismo de la siguiente manera:

Pío V es el último papa a quien la Iglesia ha puesto en el número de los santos: yo quiero caminar sobre sus pisadas para llegar a la felicidad que goza.
Giovanni Braschi (Pío VI)

## Pontificado
El pontificado de Pío VI es uno de los más largos de la historia del papado: duró 24 años y 6 meses. Vivió durante el declive y posterior colapso del sistema económico y político conocido como Antiguo Régimen, ocasionado por uno de los acontecimientos más relevantes de la historia universal: la Revolución francesa. A raíz del desarrollo de los acontecimientos revolucionarios, murió en el exilio.

### Inicio de su gestión

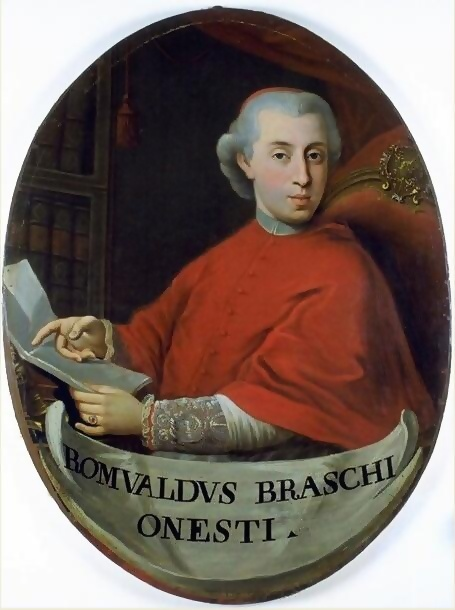
Romualdo Braschi-Onesti, sobrino de Pío VI, creado cardenal en 1780.

Tras asumir el cargo, Pío VI reprendió con severidad al prelado Potentiani, gobernador de Roma, por no haber sofocado algunos desórdenes cometidos por los alguaciles papales. Emprendió acciones para consolidar el sistema financiero del Estado eclesiástico: nombró una comisión de cardenales encargados de remediar el desorden de las rentas, regular las contribuciones y fomentar la agricultura en los Estados Pontificios. Suspendió la pensión a Nicolás Bischi, prefecto de la Anona (consejo encargado de la provisión de víveres en Roma), quien había recibido y gastado una suma de 900.000 escudos para acopio de granos, y fue acusado de estafa. Pío VI lo entregó a los tribunales, donde fue condenado a pagar una restitución de 282.000 escudos. El papa anunció que destituiría de sus empleos a quienes los hubiesen adquirido por medios ilegítimos. Suprimió algunas pensiones que consideró inútiles, llegando a economizar con esta acción cerca de 400.000 escudos romanos. Pío VI dio especial realce al 18° jubileo, celebrado en 1775, decretado por su antecesor, Clemente XIV. La afluencia de peregrinos ese año fue considerable.
Bernabé Chiaramonti, uno de los lejanos parientes del nuevo pontífice, ocupaba el cargo de lector (catedrático de teología) en el convento de San Calixto. Solicitó al papa que protegiera a uno de sus hermanos mayores, el conde Gregorio, para que ingresara a la academia de Eclesiásticos Nobles, situada cerca de la iglesia de Santa María sopra Minerva. Sin embargo, la falta de vocación religiosa llevó a Gregorio a abandonar Roma al poco tiempo. La pérdida del joven fue compensada con el ingreso de su madre, la marquesa Coronata, como monja carmelita en el monasterio de Fano, y en cuanto al padre Chiaramonti, algunas injusticias en su contra hechas en su convento decidieron al papa a concederle por un breve la calidad de abad.
El Cabildo de la Catedral metropolitana de México impulsó la composición de la liturgia particular para san Felipe de Jesús, primer santo mexicano, que finalmente se aprobó por un breve del papa Pío VI del 3 de agosto de 1779. En los informes del embajador del rey católico ante la Santa Sede, el duque de Grimaldi, fue incluido el oficio completo, en manuscrito. En 1780 el papa creó protonotario apostólico a Romualdo Braschi-Onesti, sobrino suyo, luego mayordomo personal y por último cardenal.

### El patrocinio de las artes

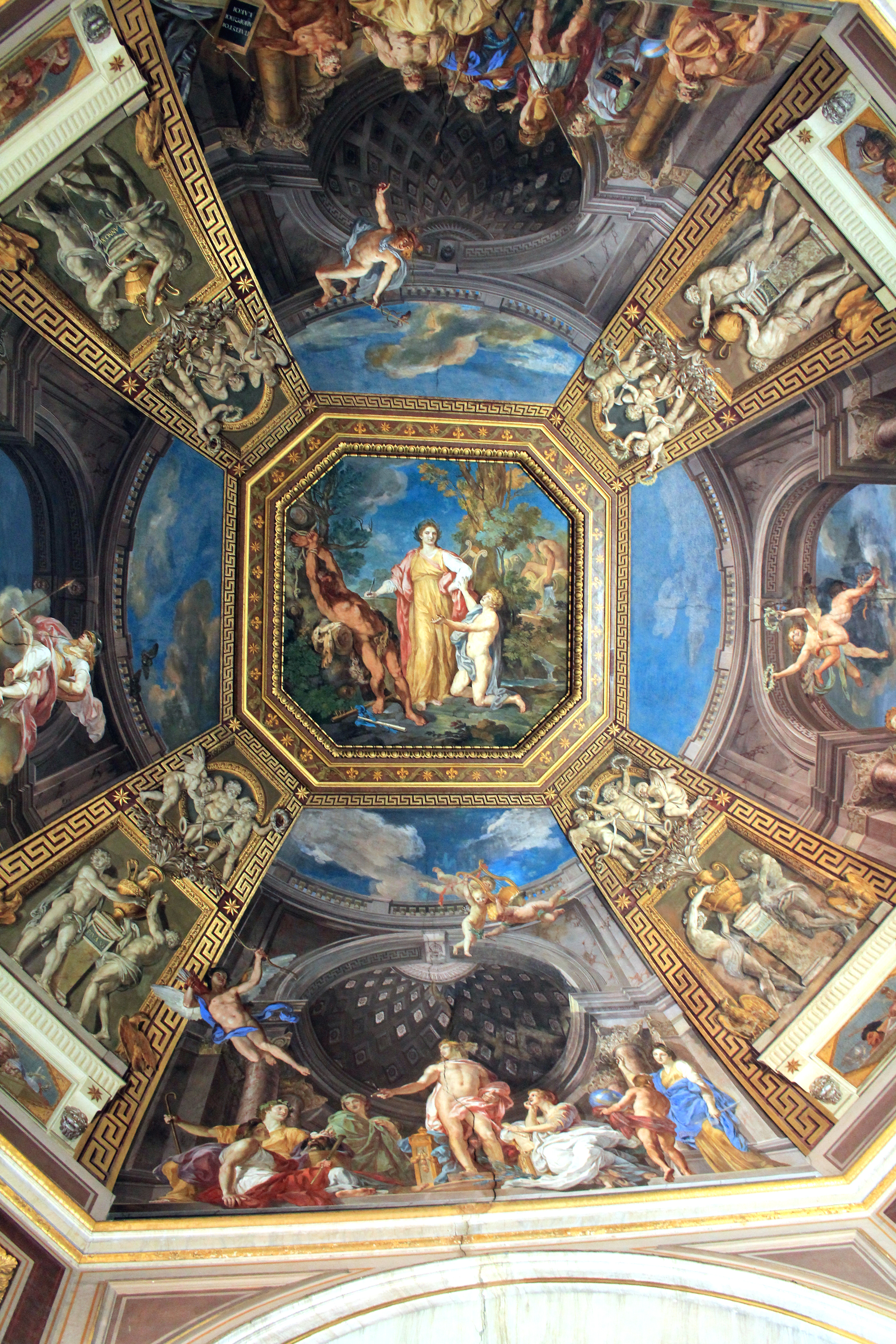
Techo de la Sala de las Musas en el Museo Pío-Clementino.

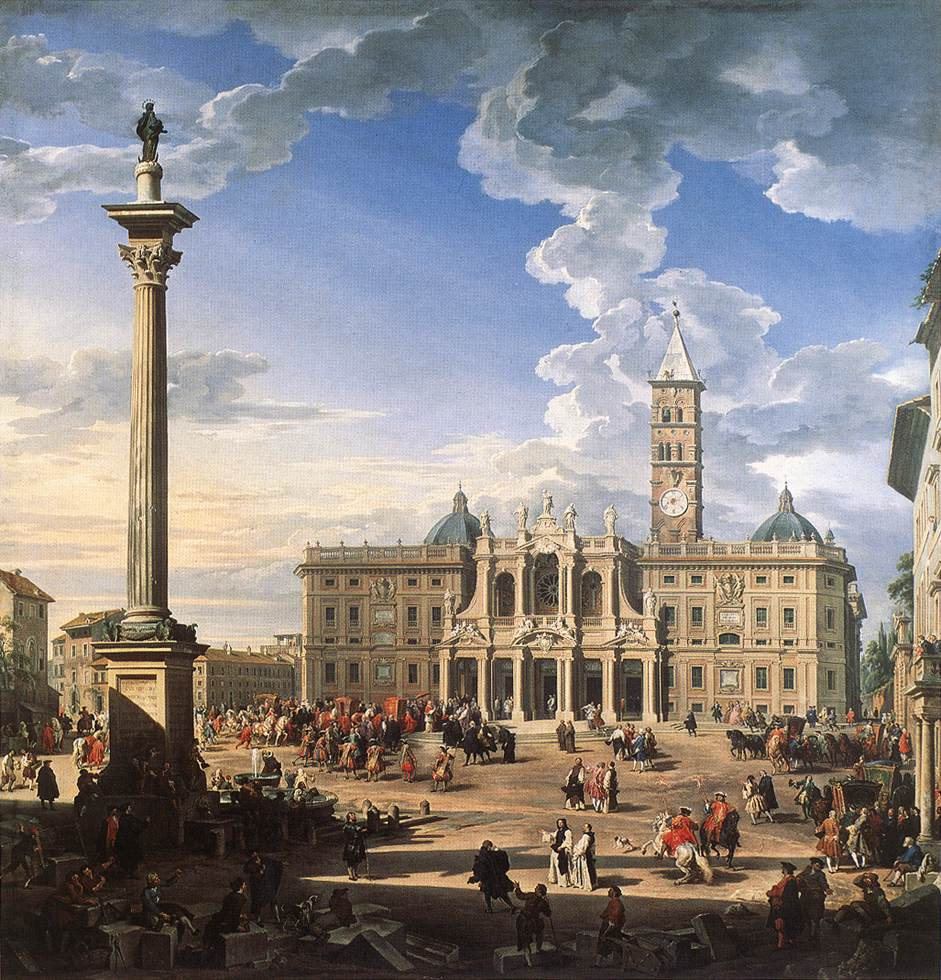
Basílica de Santa María la Mayor, aquí en una pintura de Giovanni Paolo Pannini de 1744.

Pío VI emprendió obras para profundizar los puertos de Anzio y Terracina; enriqueció el Museo Clementino con piezas de arte halladas en excavaciones que promocionó para encontrar tesoros de la Antigua Roma, y ordenó trabajos de restauración en la Vía Appia. Una de las excavaciones la emprendió en los alrededores de Otricoli, nombrando por jefe de excavación a un religioso de apellido Carrara, quien encontró trípodes, columnas, bustos y mosaicos de la Antigüedad clásica. En 1782 el papa hizo reparar la entrada del Palacio del Quirinal, en el que residía durante la primavera. Allí hizo levantar un obelisco que estaba derribado cerca de la Escalera Santa, y le puso entre dos estatuas ecuestres por las que el pueblo llamó Monte Caballo a la colina sobre la que se levanta el palacio. Ordenó la reparación del arco del triunfo levantado en honor de Clemente XII. Emprendió un proyecto para ensanchar, fortificar y decorar el puerto de Ancona, y levantó allí un fanal que fue sostenido durante su pontificado. El puerto fue abierto a todas las naciones, y todas las confesiones religiosas fueron toleradas en él, disposición que Pío VI hizo grabar sobre una de las puertas de la ciudad de la siguiente manera:

Alma fides, proceres, vestram quae condidit urbem gaudet in hoc socia vivere pace loco.
La fe que edificó vuestra ciudad, ¡oh, ciudadanos!, se alegra de vivir en paz con todo el mundo.
Giovanni Braschi (Pío VI)

Hizo construir una nueva sacristía para la Basílica de San Pedro. En 1776, el papa encargó a Carlo Marchionni la ejecución del actual edificio, cuya construcción se completó en 1785. En la entrada principal de esta sacristía fue puesta la siguiente inscripción:

Quod ad templi Vaticani ornamentum publica vota flagitabant, Pius VI Pontifex Maximus fecit, perfecitque anno 1785
Lo que el voto público pedía para el adorno de la iglesia del Vaticano, Pío VI lo emprendió, y acabó en el año de 1785.
Giovanni Braschi (Pío VI)

Emprendió la restauración del monasterio de san Benito en Subiaco, que en un principio fue una simple gruta, cuna de los órdenes monásticos de Occidente. Pío VI había sido nombrado abad de este monasterio cuando era tesorero de la Cámara Apostólica.
Hizo construir un desagüe para las Lagunas Pontinas, que constantemente inundaban la campiña conocida bajo el nombre de Agro romano. El 5 de abril de 1780 salió de Roma con una comitiva numerosa, con el fin de verificar el estado del terreno para comenzar las obras. Estuvo durante doce días ocupado en esta labor. De regreso en Roma, nombró a los arquitectos; recibió para los trabajos donaciones voluntarias de 240.000 escudos romanos. En los primeros días se descubrió un antiguo acueducto romano que en seguida fue reparado, y un tramo de la Vía Apia que yacía bajo el pantano fue despejado. Al concluir las obras del desagüe, el terreno fue habilitado para el cultivo.

### El caso de los jesuitas
Aunque Pío VI tenía en buena consideración a los jesuitas, no revocó la Bula de supresión de la Orden. Sin embargo, ordenó que fuera liberado el P. General Lorenzo Ricci, prisionero en el Castillo de Sant'Angelo, aunque este falleció antes que le fuera anunciada su liberación. 
Federico II de Prusia pidió al papa que la Compañía de Jesús conservara sus centros educativos en Prusia, y en Rusia la continuación de la Orden fue ininterrumpida gracias a la oferta de refugio de la zarina Catalina la Grande.

### Relaciones exteriores
Nápoles:

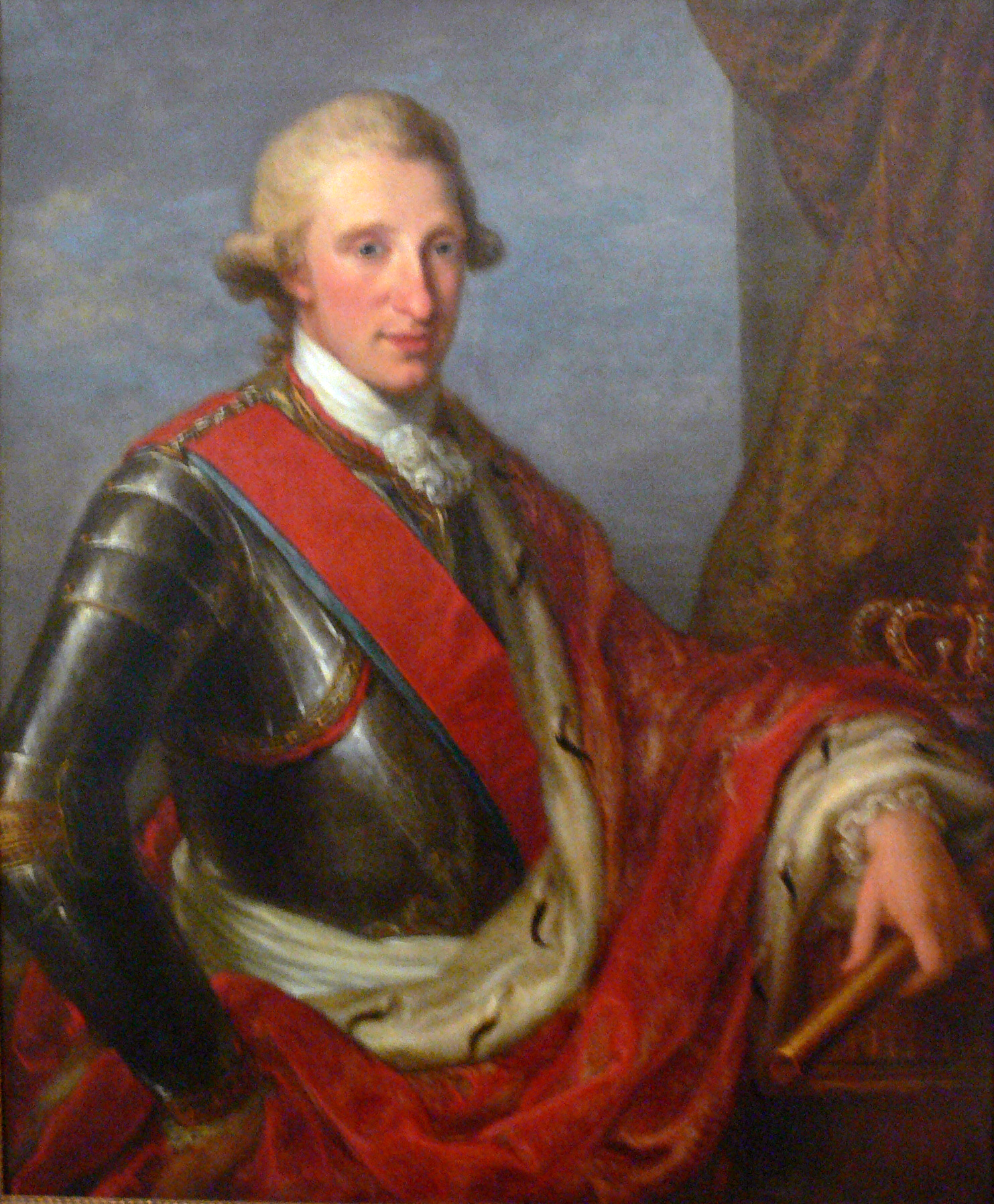
Fernando IV de Nápoles retratado por Angelica Kauffman.

Carlos III de España, padre del que sería Fernando IV de Nápoles, siendo rey de las dos Sicilias nombró a Bernardo Tanucci para que emprendiera en Nápoles la reforma de algunos abusos eclesiásticos. Durante la minoría de edad de Fernando, Tanucci fue nombrado presidente de la regencia. En dicho cargo, su primer acto fue secuestrar el ducado de Benevento a causa de que Clemente XIII rehusaba firmar la supresión de la Compañía de Jesús. Al año siguiente disminuyó los derechos de la Cancelaría Romana (tribunal romano, por donde se despachaban las gracias apostólicas) y suprimió la contribución voluntaria que Nápoles enviaba a Roma para la Biblioteca Vaticana.
En 1772, Tanucci persuadió al joven Fernando para que, como heredero de la casa Farnesio, aspirara a los ducados de Castro y Ronciglione, y estaba a punto de posesionarse de ellos cuando se vio obligado a suspender el curso de sus aspiraciones por la reconciliación de la casa de Borbón con la Santa Sede. En ese momento Pío VI subió al trono pontifical. Como era costumbre, el papa concedió cuatro años de indulgencia a quienes visitaran durante el jubileo las cuatro iglesias principales de Roma. Bernardo Tanucci hizo publicar enseguida un edicto real declarando que para eso bastaría con visitar las cuatro iglesias principales de Nápoles.
En 1776 Tanucci suprimió 78 monasterios en Sicilia, reunió varios obispados en uno solo, hizo nombrar a los abades por la voluntad del rey, y mandó a los obispos que nombrasen por su propia autoridad los curatos vacantes en sus diócesis. Pío VI rechazó las reformas, como resultado, para 1784 había 30 sedes vacantes en el Reino de Nápoles, número que en 1798 ascendió a 60. El rey además rehusaba reconocer la soberanía papal, que había existido por 800 años. El papa hizo propuestas de negociación, pero el rey persistía en nombrar a todas las sedes vacantes. En abril de 1791 se logró un compromiso temporal que permitió llenar 62 vacantes.
Austria:

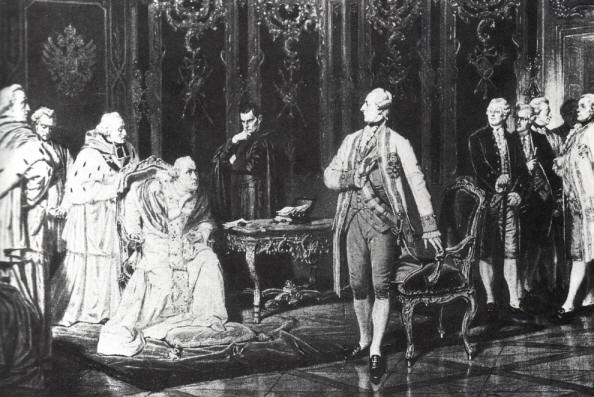
Pío VI con José II de Habsburgo.

José II de Habsburgo prohibió a los obispos austriacos solicitar de Roma facultades de ninguna especie y suprimió innumerables monasterios. Pío VI resolvió encontrarse con el emperador; partió de Roma el 27 de febrero de 1782 y llegó a Viena el 22 de marzo. Antes de partir, se le advirtió al papa de los peligros del viaje, a lo que respondió: «Tenemos el deber de arriesgar, y, si es preciso, sacrificar nuestra vida si la fe está en peligro». Aunque el emperador lo recibió con respeto, su ministro Kaunitz rechazó concederle las reglas de protocolo. El papa fue hospedado en el apartamento que había sido de la reina María Teresa, en el Palacio de Schönbrunn. Celebró la Pascua en la Catedral de Viena, y continuó en la ciudad el 22 de abril de ese mismo año. Todo lo que consiguió del emperador fue la promesa de que sus reformas eclesiásticas no violentarían ningún dogma católico. El emperador acompañó al papa en su regreso hasta el Monasterio de Mariabrunn; pocas horas después de que el papa partiera, el emperador suprimió este monasterio. Luego de retornar a Roma, el papa tuvo que protestar contra la confiscación de la propiedad eclesiástica. José II llenó la vacante en la Sede de Milán con su propia autoridad; fue este el momento en el que probablemente Pío VI amenazó al emperador con la excomunión. El 23 de diciembre de 1783, el emperador llegó inesperadamente a Roma, determinado a continuar sus reformas eclesiásticas y hacer saber su proyecto de separar la Iglesia Germana de Roma. Sin embargo, el diplomático español José Nicolás de Azara le disuadió de tomar esta resolución. El papa le otorgó entonces a José II el derecho a nombrar obispos en los Ducados de Milán y Mantua en un concordato fechado a 20 de enero de 1784.
Toscana:
En Toscana, el hermano de José II, el Gran Duque Leopoldo II, Obispo Scipio Ricci de Pistoya, emprendió reformas parecidas a las del emperador. Las reformas antiapapales culminaron en el Sínodo de Pistoya en 1786; las doctrinas jansenistas y de Quesnel fueron sancionadas y la supremacía papal fue completamente eliminada. En su Bula Auctorem Fidei del 28 de agosto de 1794, Pío VI condenó las reformas y en particular 85 proposiciones del sínodo. En Alemania, los tres Electores Eclesiales de Maguncia, Tréveris y Colonia, y el Arzobispo de Salzburgo, intentaron cercenar la autoridad papal al convocar el Congreso en Ems.
Suecia:

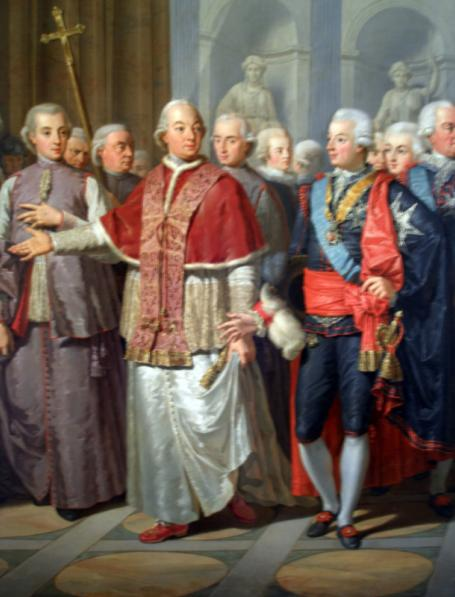
Pío VI con el rey Gustavo III de Suecia. Gustavo III quedó tan complacido con la visita al Museo Clementino en compañía de Pío VI, que encargó al pintor francés Bénigne Gagneraux que pintase una escena de aquella visita, cuadro por el que pagó ciento cincuenta luises.

Gustavo III de Suecia viajaba de incógnito por Europa con el nombre de duque de Haga. En 1783 llegó a Roma con el fin de admirar los monumentos y tesoros artísticos, y para conocer al papa. Pero como Gustavo III no era católico sino luterano, su visita no podía ser admitida como de carácter oficial por no haber relación directa de culto, y fue preciso tomar medidas para proporcionar a ambos el medio de encontrarse sin atender al ceremonial. Se fijó el día y la hora para que el rey Gustavo se encontrara con el papa por casualidad en el Museo Clementino. Gustavo III llegó acompañado de una gran comitiva; Pío VI llegó también acompañado de varios cardenales y clérigos. Se saludaron amablemente y empezaron a recorrer el Museo, explicando el papa al rey todo lo que contenía cada sala. Gustavo III quedó tan complacido que encargó al pintor francés Bénigne Gagneraux que pintase una escena de aquella visita, cuadro por el que pagó ciento cincuenta luises.
Estados Unidos de América:
En 1784, por intermediación de Benjamin Franklin, el sacerdote jesuita John Carroll es nombrado prefecto apostólico de las misiones católicas de los Estados Unidos de América. Esto significó el primer reconocimiento oficial que otorgó la Santa Sede a un territorio eclesiástico en los Estados Unidos. Para la aplicación de la reciente clericatura, la Bula de abril de 1788 erigió la Sede de Baltimore como primera diócesis de los Estados Unidos.
Otras naciones:
Las relaciones del Pío VI con el Reino de Portugal se tornaron amistosas luego de la coronación de María I en 1777 y fue pactado un concordato en 1778. En España, Cerdeña y Venecia, los gobiernos siguieron los pasos de José II.

### La Revolución francesa
El 14 de julio de 1789 se produjo en París la toma de la Bastilla, acción que representó el fin simbólico del Antiguo Régimen y el inicio de la Revolución francesa. El papa empezó a denunciar las actuaciones del régimen revolucionario y condenó la persecución religiosa a que fueron sometidos los miembros eclesiásticos. Intentó proveer de ayuda al clero que fue confinado. El 4 de mayo de 1791, por medio de un breve apostólico, rechazó la Constitución Civil del Clero; los sacerdotes que la aceptaron fueron suspendidos ipso facto. Algunos obispos refractarios, que ya para entonces eran diputados de la Asamblea Nacional, respondieron el 10 de julio al Breve papal con una carta en la que manifestaron su lealtad a la Nueva Francia. En cuanto empezaron a ser difundidos los breves papales, una efigie de Pío VI de casi dos metros de altura fue quemada en París, cerca del Palacio Real, y se imprimieron caricaturas que lo ridiculizaban junto a los soberanos europeos. El 21 de enero de 1793 el rey Luis XVI de Francia fue ejecutado en la guillotina; el papa repudió el acto y celebró exequias para el rey, lo que desagradó al nuevo gobierno de republicano de Francia, que como represalia ejecutó a dos obispos y a 216 eclesiásticos.
Los territorios franceses de jurisdicción pontificia ―el Condado Venaissin y Aviñón― que habían sido devueltos a Clemente XIV por Luis XV iban a durar muy poco en poder de sus titulares: los papas. Las posesiones de la Iglesia en Francia fueron confiscadas. Pío VI se sumó a la coalición de las potencias conservadoras europeas contra la Francia revolucionaria, por lo que se constituyó en objetivo militar del Directorio.
En mayo de 1796 Napoleón Bonaparte avanzó sobre Lombardía para luchar contra los austriacos, a quienes derrotó, y el 15 de ese mes entró en Milán, creando una República y anunciando sus intenciones de entrar en Roma. Sin embargo, no se decidió aún, pero se anexionó las legaciones de Rávena y Bolonia, que eran la parte más próxima de los Estados Pontificios. Para evitar la total conquista de los Estados Pontificios, el 23 de junio de 1796 se firmó la Tregua de Bolonia bajo las condiciones de Napoleón: el papa tuvo que pagar 21 millones de escudos, liberar a todos los presos políticos, permitir el libre acceso de naves francesas a todos los puertos papales, permitir a las tropas napoleónicas la ocupación de la Romaña y permitir a Napoleón la elección de 100 obras de arte y 500 manuscritos de los Museos Vaticanos. En septiembre de 1797 Napoleón acorraló las ciudades de Ímola, Forlí y Faenza. Siete días más tarde, entró triunfante en Ancona, instalándose en el palacio del marqués de Triorfi, donde convocó al vicario general, a los curas, prelados regulares y al inquisidor, a quienes mandó predicar el Evangelio sin entrometerse en asuntos políticos. Entre tanto, la ciudad de Lugo (Italia), que había cerrado sus puertas a los franceses, fue sometida a la fuerza y saqueada hasta que su obispo suplicó personalmente al general Aurgereau que cesara la violencia. Al año siguiente, las tropas francesas que mandaba el general Louis Alexandre Berthier se apoderaron de Romaña y el puerto de Ancona. El 17 de febrero, una delegación de cardenales enviados por el papa se reunió con Napoleón en Tolentino para llegar a un acuerdo. Así, el 19 de febrero se firmó el Tratado de Tolentino (1797), acuerdo que obligaba al papa a pagar 30 millones de escudos para evitar la ocupación militar de Roma. Pío VI aceptó el acuerdo cinco días más tarde.
Bonaparte explicó en una carta al Directorio la razón por la cual había decidido no marchar sobre Roma:

Treinta millones valen para nosotros diez veces más que Roma, de donde no hubiésemos sacado ni cinco millones... Esa vieja máquina se descompondrá ella sola.
Napoleón Bonaparte

Finalmente, en 1798 se declaró la República Romana, se legalizaron el matrimonio civil y el divorcio, se cerraron los monasterios y se confiscaron las propiedades de la Iglesia; en París fue arrestado el representante pontificio. 
Las tropas francesas entraron en Roma el 15 de febrero de 1798, precisamente el día en que se cumplía el XXIII aniversario del pontificado; el papa fue apresado la noche del 20 de febrero, recluido en un convento de Siena y luego trasladado a un monasterio cartujo a las afueras de Florencia. Los franceses temieron que su presencia en Italia sirviera de foco para los contrarrevolucionarios, por lo que decidieron trasladarlo a Cerdeña. Sin embargo, el estado de salud del papa no le permitió viajar a la isla. En marzo, Pío VI, con 81 años, estaba casi completamente paralizado; fue subido a la fuerza en un carruaje que atravesó los Alpes con rumbo a Francia. La comitiva pasó por Bolonia, Parma, Turín, Grenoble y Briançon. El papa llegó exhausto a Valence-sur-Rhône (Francia), deportado en calidad de prisionero de Estado.

## Muerte

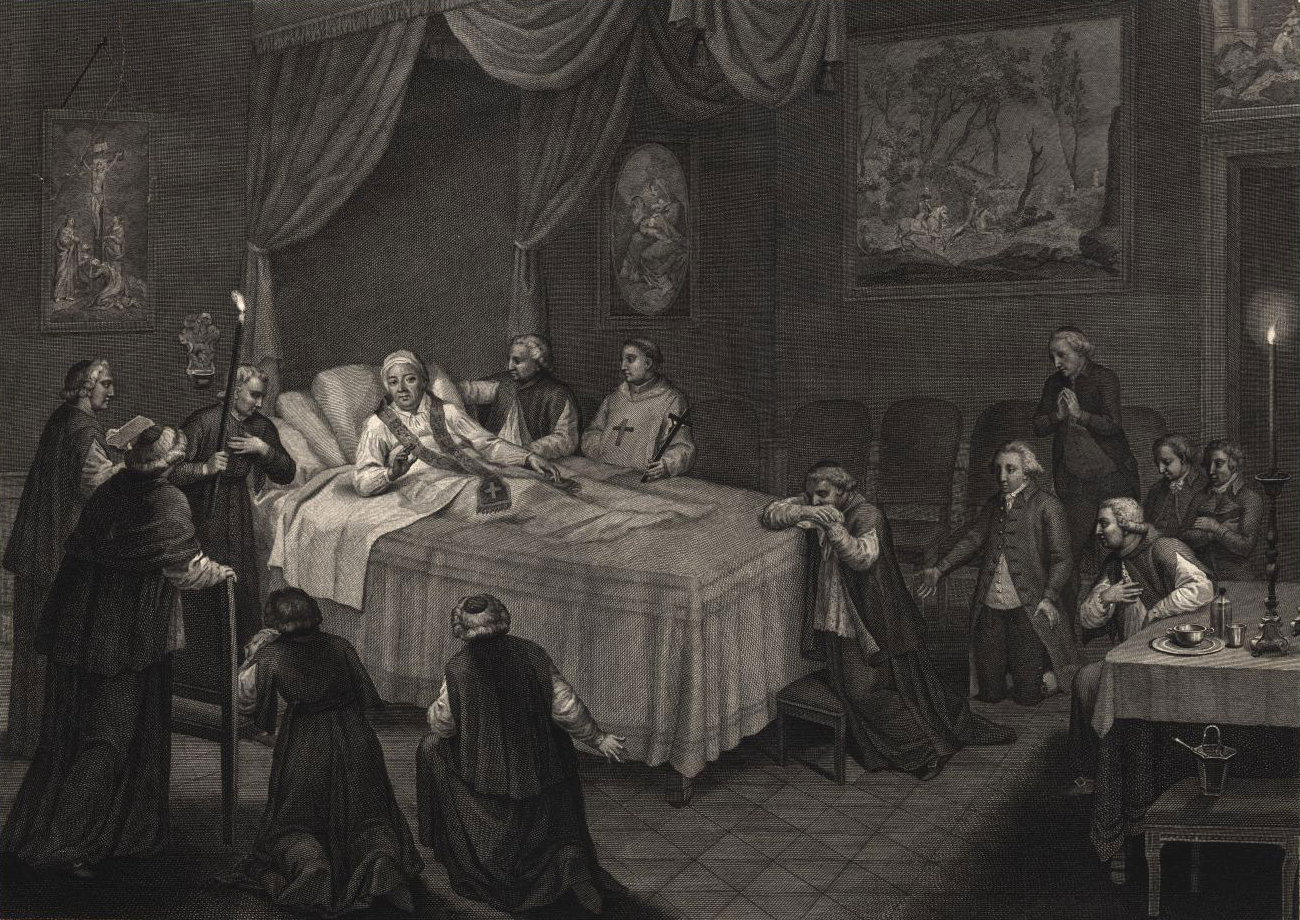
La muerte de Pío VI. Grabado de 1805.

Falleció en Valence-sur-Rhône, Francia, el 29 de agosto de 1799. En sus últimas palabras rogó a Dios el perdón para sus carceleros.
El clero constitucional negó al cadáver un entierro cristiano; el prefecto de la localidad inscribió en el registro de defunciones: «Falleció el ciudadano Braschi, que ejercía profesión de pontífice». Muchos periódicos y gacetas de Europa sentenciaron al papado titulando: «Pío VI y último».
En enero de 1800 Napoleón autorizó el permiso necesario para llevar el cuerpo a Roma, y en 1801 los restos fueron trasladados a las grutas vaticanas.

## La profecía de san Malaquías
La profecía de san Malaquías se refiere a este papa como Peregrinus apostolicus (el peregrino apostólico).
Aunque ya había habido otro papa, Paulo III, que viajó a Niza en 1538, y podría ser llamado un peregrino apostólico,
para cumplir con la profecía, Pío VI realizó un viaje apostólico a Austria con la explícita divisa «Peregrinus apostolicus, Viennae, 1782», que demuestra que Pío VI estaba pendiente de la profecía que hablaba de él.

## Escritos

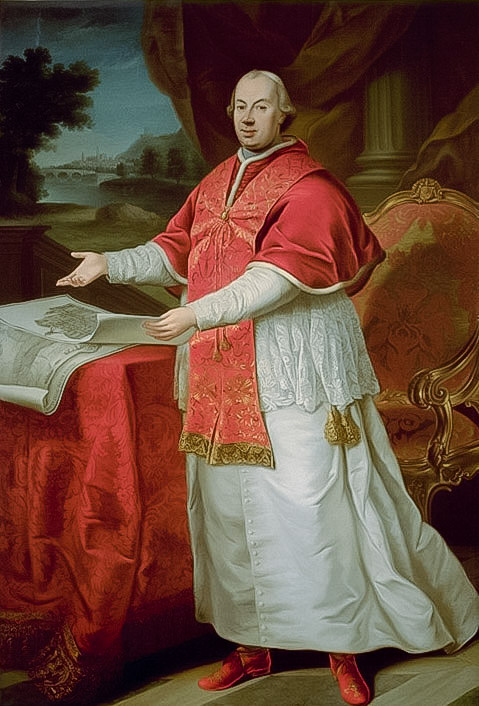
Retrato de Pío VI.

- Bula Inscrutabile Divinae (25 de diciembre de 1775).
- Summa Dei (25 de diciembre de 1775).
- Inscrutabile (25 de diciembre de 1775).
- Suprema Dispositione (9 de diciembre de 1777).
- Nuper Pro (6 de marzo de 1779).
- Super Soliditate (28 de noviembre de 1786).
- Quod Aliquantum (10 de marzo de 1791).
- Cum Populi (13 de abril de 1791).
- Encíclica Charitas quae (13 de abril de 1791).
- Adeo Nota (23 de abril de 1791).
- Quo Luctu (4 de mayo de 1791).
- Ancorche Antichissimo (5 de noviembre de 1791).
- In Gravissimis (19 de marzo de 1792).
- Novae Hae Litterae (19 de marzo de 1792).
- Ubi Communis (4 de abril de 1792).
- Dum Nos (19 de abril de 1792).
- Quo Fluctu (30 de mayo de 1792).
- Ubi Lutetiam (13 de junio de 1792).
- Ignotae Nemini (21 de noviembre de 1792).
- Quae Causa (24 de noviembre de 1792).
- Perpensis Circumstantiis (10 de diciembre de 1792).
- Quare Lacrymae (17 de junio de 1793).
- Ad Nostras Manus (31 de julio de 1793).
- Auctorem Fidei (28 de agosto de 1794).
- Christi Ecclesiae (30 de diciembre de 1797).
- Constantiam Vestram (10 de noviembre de 1798).
- Cum Nos Superiori (13 de noviembre de 1798).
- Quoties Animo (13 de agosto de 1799)[40]

## Beatificaciones

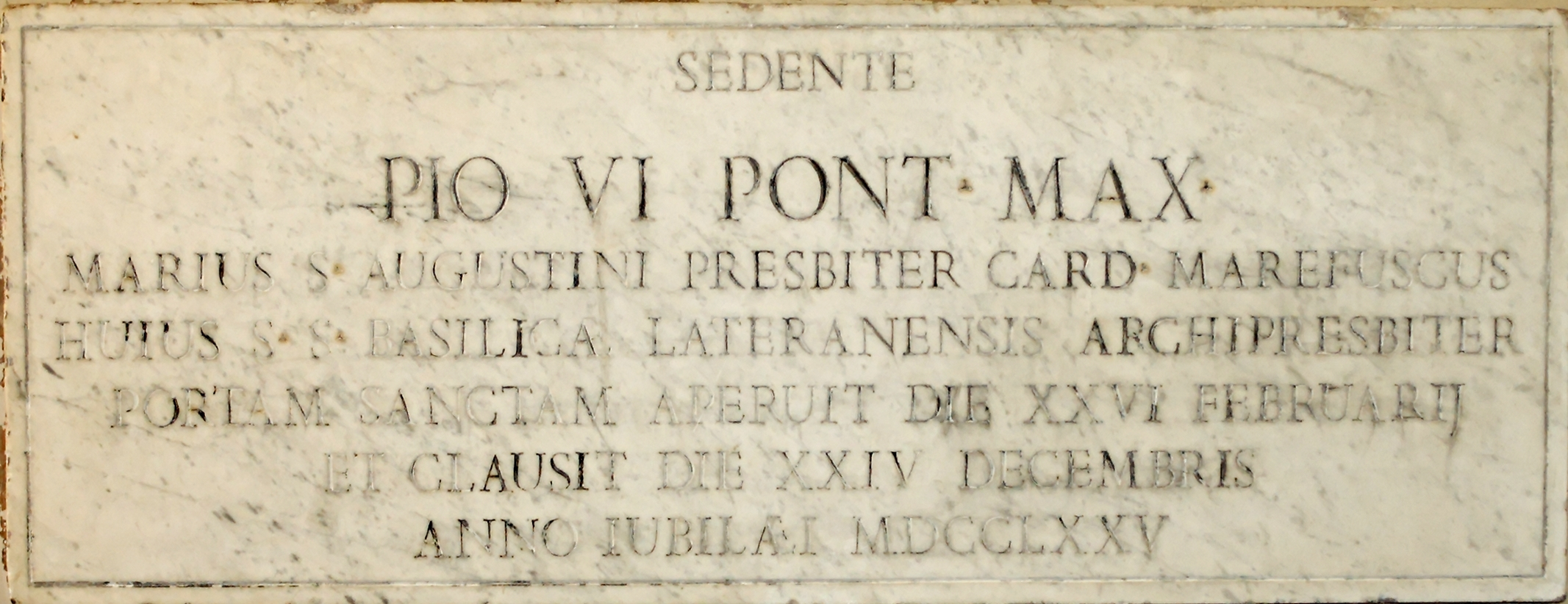
Inscripción que conmemora la apertura y cierre de la Puerta Santa por el papa Pío VI con ocasión del Jubileo de 1775. Claustro de la Basílica de San Juan de Letrán (Roma).

- San Lorenzo de Brindis. Beatificado en 1783.[41]
- Beata Cristiana Menabuoi.[41]
- Santa Eustaquia Calafato.[41]
- Beato Jacobo de Strepa.[41]
- Beato Juan de Salerno.[41]
- Beato Nicolás Factor.[41]
- Beato Sebastián de Aparicio. Beatificado el 17 de mayo de 1789.[41]
- Santo Tomás de Cori. Beatificado el 3 de septiembre de 1786.[42]